# Daliah Lavi
Daliah Lavi (Shavei Tzion, 1942. október 12. – Asheville, Észak-Karolina, USA, 2017. május 3.) izraeli színésznő.

## Filmjei

### Mozifilmek
- Hemsöborna (1955)
- Brennender Sand (1960)
- Candide, avagy a XX. század optimizmusa (Candide ou l'optimisme au XXe siècle) (1960)
- Un soir sur la plage (1961)
- La fête espagnole (1961)
- Le puits aux trois vérités (1961)
- Im Stahlnetz des Dr. Mabuse (1961)
- Le jeu de la vérité (1961)
- Egy amerikai Rómában (Two Weeks in Another Town) (1962)
- Das schwarz-weiß-rote Himmelbett (1962)
- Il demonio (1963)
- A hús és a test (La frusta e il corpo) (1963)
- Das große Liebesspiel (1963)
- Old Shatterhand (1964)
- Cyrano és d'Artagnan (1964)
- DM-Killer (1965)
- Lord Jim (1965)
- La Celestina P... R... (1965)
- Schüsse im 3/4 Takt (1965)
- Tíz kicsi indián (Ten Little Indians) (1965)
- The Silencers (1966)
- The Spy with a Cold Nose (1966)
- Casino Royale (1967)
- Jules Verne's Rocket to the Moon (1967)
- A főmegbízott (Nobody Runs Forever) (1968)
- Some Girls Do (1969)
- Catlow (1971)

### Tv-filmek
- Mrs. Harris und der Heiratsschwindler (1991)

### Tv-sorozatok
- Schwarzer Peter (1970, egy epizódban)
- Sez Les (1972, egy epizódban)
- Hallo Peter (1975, egy epizódban)
- Musik liegt in der Luft (1995, egy epizódban)
- Duell zu dritt (1997, egy epizódban)